# Досова Селиба
До́сова Сели́ба — деревня в составе Дашковского сельсовета Могилёвского района Могилёвской области Республики Беларусь.

## Географическое положение
Ближайшие населённые пункты: Бовшево, Подбродье, Межисетки.